# Apollo Choiseul-Gouffier
La statua nota come Apollo Choiseul-Gouffier apparteneva alla collezione di Marie-Gabriel-Florent-Auguste de Choiseul-Gouffier (1752-1817), membro dell'Académie française e ambasciatore francese, presso la sublime porta, dal 1784 fino alla caduta della monarchia a seguito della rivoluzione francese. Attualmente si trova al British Museum.

## Storia e descrizione
La scultura rappresenta un giovane nudo, forse il dio solare Apollo o un atleta vittorioso (forse un pugile dei giochi olimpici antichi). Si tratta di una copia romana di epoca imperiale, databile al I secolo d.C., ed ispirata, a giudicare dallo stile, da un originale greco in bronzo del 460-450 a.C.
La scultura conserva i tratti caratteristici del lavoro in bronzo "tradotto" in marmo, come ad esempio il modo in cui sono state scolpite le ciocche di capelli, che nell'originale bronzeo sarebbero scese legate una ad una. Il supporto costituito dal ceppo d'albero posto sulla destra della statua e lo spuntone che fissa il braccio sinistro alla gamba sono entrambi rinforzi attuati appositamente per l'opera marmorea, più fragile e più pesante ad un tempo.
Ne esiste il calco, conservata al Museo Pushkin a Mosca.

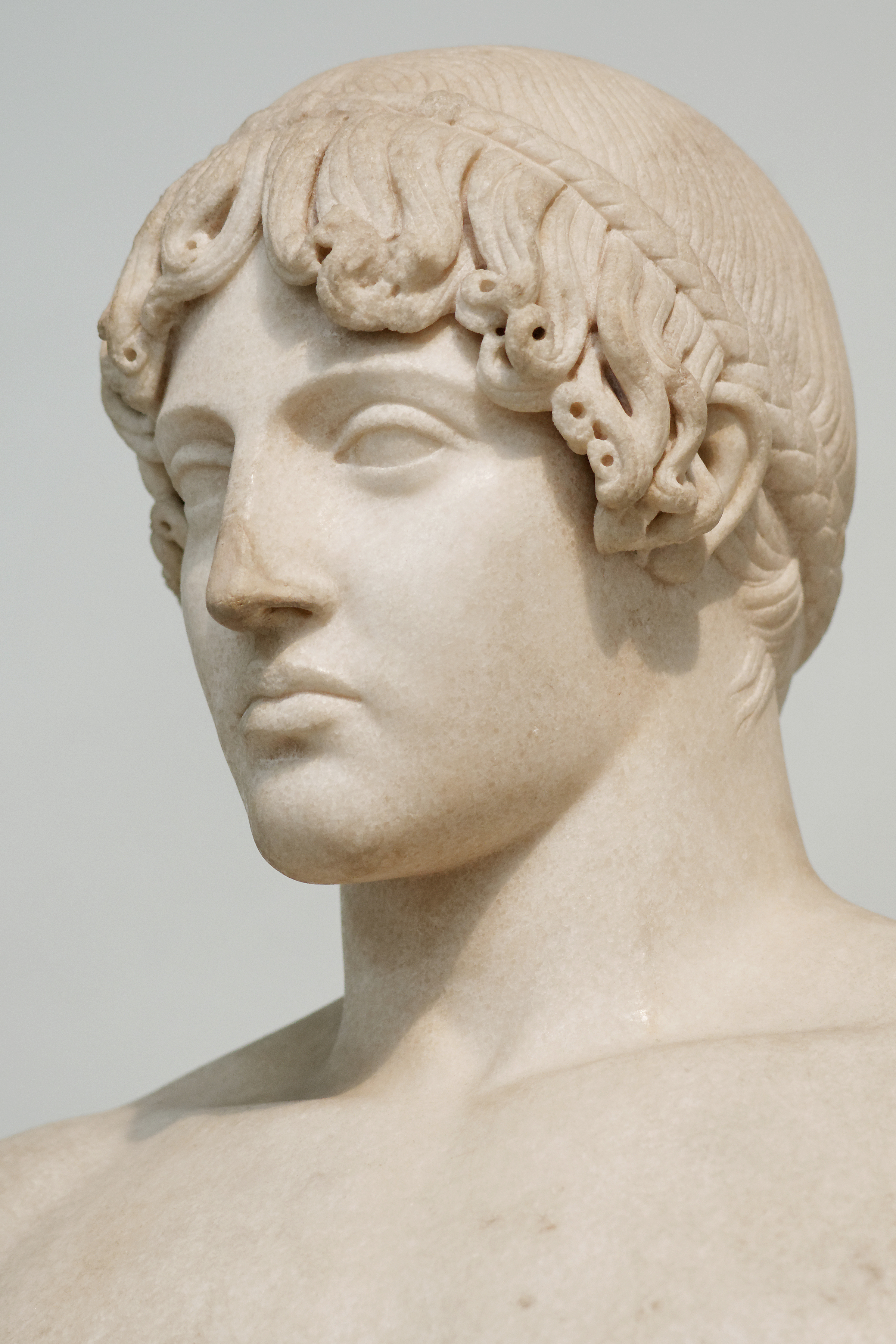
Primo piano del volto (col naso restaurato).